# クラフト・ハインツ
クラフト・ハインツ・カンパニー（The Kraft Heinz Company, KHC）は、アメリカ合衆国に本拠を置く多国籍の食品メーカーである。2015年のクラフトフーズとハインツの経営統合により誕生し、イリノイ州シカゴとペンシルベニア州ピッツバーグに本社を置く。2020年現在での年間売上高は260億ドルを超え、北米で第3位、世界で第5位の食品メーカーとなっている。
「クラフト」と「ハインツ」のほか、ボカ・バーガー、ゲバリア、グレイ・プーポン、オスカー・マイヤー、フィラデルフィア、プライマルキッチン、ワッティーズなど20以上のブランドを有し、単体で10億ドル以上の売上のあるブランドが8つある。全米の企業の2017年の総収入のランキングである2018年のフォーチュン500では、114位となっている。

## 歴史
クラフトチーズとハインツの統合は、ハインツの株式を保有していた投資会社バークシャー・ハサウェイと3Gキャピタルの主導により行われた。2015年初頭、両社の取締役会が合併に合意し、両社の株主と政府の規制当局の承認を得た。合併により誕生したクラフト・ハインツは、世界で5位、アメリカで3位の食品メーカーとなった。合併は2015年7月2日に完了した。
本社は、旧クラフト社の本社のあったイリノイ州シカゴのAonセンターと、旧ハインツ社の本社のあったペンシルベニア州ピッツバーグのPPGプレイスに置かれた。この他、アメリカ、カナダ、南米、ヨーロッパ、アジア、オーストラリアに拠点がある。
ハインツはピッツバーグのハインツ・フィールドの命名権を保有していたが、この合併により球場の名称は変更されなかった。

## ブランド
2021年現在のクラフト・ハインツが保有するブランドを以下に示す。経営統合前の両社が保有していたブランドのほか、経営統合後に合併した会社のブランドが加わっている。
- A.1. Sauce（英語版）
- ABC（英語版）
- Amoy
- Aproten
- Bakers Chocolate
- Bénédicta
- Boca Burger（英語版）
- Breakstone's
- Brinta
- Capri Sun
- Classico
- Claussen
- Corn Nuts
- Cracker Barrel
- Crystal Light（英語版）
- Daddies（英語版）
- De Ruijter
- Greenseas
- Grey Poupon（英語版）
- Golden Circle（英語版）
- Hemmer
- Honig
- HP Sauce（英語版）
- Jell-O
- Karvan Cévitam
- Kool-Aid
- Lea & Perrins（英語版）
- Lunchables（英語版）
- Master Soy Sauce
- Maxwell House（英語版）
- Mio
- Miracle Whip（英語版）
- Mr. Yoshida's
- Nancy's
- Ore Ida
- Original Juice Co.
- Orlando
- Oscar Mayer
- P3
- Philadelphia Cream Cheese
- Plasmon（英語版）
- Primal Kitchen
- Pudliszki（英語版）
- PurePet
- Quero
- Roosvicee
- Shake 'n Bake
- Smart Ones（英語版）
- Sure-Jeil
- Tassimo
- Velveeta（英語版）
- Venz
- Wattie's（英語版）
- Weight Watchers（英語版）
- Wijko
- Wyler's

クラフトブランドのチーズ、およびフィラデルフィアブランドのクリームチーズの日本国内での商品展開は、モンデリーズ・インターナショナルによるライセンス供与のもと、森永乳業（製造は合弁会社・エムケーチーズ）が行っている。一部商品（チーズドレッシング、チーズパスタソース）についてはハインツ日本が製造販売している。